# Častitljiva luknja
Častitljiva luknja este o arie protejată (arie specială de conservare — SAC, sit de importanță comunitară — SCI) din Slovenia întinsă pe o suprafață de 57,77 ha, integral pe uscat.

## Localizare
Centrul sitului Častitljiva luknja este situat la coordonatele 46°19′07″N 14°09′36″E / 46.3187°N 14.1601°E.

## Înființare
Situl Častitljiva luknja a fost declarat sit de importanță comunitară în aprilie 2004 pentru a proteja 1 specie de animale. Situl a fost protejat și ca arie specială de conservare în februarie 2012.

## Biodiversitate
Situată în ecoregiunea continentală, aria protejată conține 1 habitat natural: Peșteri inaccesibile publicului.
La baza desemnării sitului se află o specie protejată de  nevertebrate: Austropotamobius torrentium.